# Annie Salager
Annie Salager, d’origine languedocienne, mais née à Paris en 1934, est une poétesse, romancière, nouvelliste et traductrice française.

## Biographie
Devenue lyonnaise d’adoption, elle publie une quinzaine de recueils de poésie et nombre d’ouvrages à tirage limité.
Son premier livre a été honoré par le prix René-Blieck en 1963 en Belgique, et elle a obtenu en 1973 le prix Jean Cocteau, puis le prix Louise-Labé en 1999. L'un de ses derniers livres Travaux de lumière reçoit le prix Mallarmé 2011.
Elle a également publié des recueils de nouvelles, un roman et diverses traductions de l’espagnol, participé à des anthologies et revues.
Son œuvre fait l’objet de traductions, d’entretiens, d’études. Ainsi André Ughetto, qui a publié l’une parmi celles qui lui sont consacrées dans la revue Autre Sud (n°35), écrit-il qu'elle « donne l’impression de circuler sans effort à travers les multiples états de l’être (...). Cette mystique dimension de l’espérance se donne à ceux comme elle qui ont l’ouïe sensible à la gamme entière du vivant ».
Elle est membre du jury du prix Roger-Kowalski.

## Œuvre

### Poésie
- La Nuit introuvable (Henneuse, 1963). Prix René Blieck
- Présent de sable (Chambelland, 1964)
- Histoire pour le jour (Seghers, 1968)
- La Femme buisson (SGDP, 1973), litho Max Schoendorff Prix Jean-Cocteau
- Les Fous de Bassan (SGDP, 1976), litho Max Schoendorff
- Récit des terres à la mer (Federop, 1978), litho Max Schoendorff
- Figures du temps sur une eau courante (Belfond, 1983)
- Chants (Comp'Act, 1988, rééd. 1994)
- Le Poème de mes fils (éd. En forêt, bilingue français-allemand, 1997)
- Terra Nostra (Le Cherche midi, 1999)Prix Louise-Labé
- Les dieux manquent de tout (Aspect, rééd. 2004)
- Rumeur du monde (L'act Mem, 2007)
- Aimez-vous la mer le tango (Ed. En Forêt, 2009)
- Travaux de lumière (éditions la rumeur libre, 2011) Prix Mallarmé
- La Mémoire et l'Archet (éditions la rumeur libre, 2013)
- Œuvres poétiques, T. 1 (éditions la rumeur libre, 2014)
- Œuvres poétiques, T. 2 (éditions la rumeur libre, 2015)
- Des mondes en naissance (éditions la rumeur libre, 2015)
- Les Temps mêlés (éditions la rumeur libre, 2017)

### Éditions à tirage limité
- Dix Profils sur la toile, l’été (Illustrations Pierre Jacquemon, éd. Henneuse)
- Les Lieux du jour. Pulsations. Mémoire déchirée. Vite au lit. (4 livres manuscrits éd. À travers. Acryliques de Jacques Clauzel)
- Double Figure de louange (Le Verbe et L'Empreinte, 1990), gravures Paul Hickin
- Calendrier solaire (Le Verbe et l'Empreinte, 1997), gravures Marc Pessin
- Des lieux où souffle l’espace (Le Verbe et l’Empreinte, 2001), livre unique, gravure Marc Pessin
- Poursuites, Traces (Manière noire, 1996), gravures Paul Hickin
- Dits de manière noire (Manière noire, 1997), ouvrage collectif, gravures Michel Roncerel
- La Chasse à la gazelle (Manière noire, 1999), gravures Michel Roncerel
- Palmyre (Manière noire 2003), gravures Michel Roncerel
- Ombres portées (Tipaza, 2003), ouvrage collectif, photos J.Clauzel
- Glissements vers l’une (2004), dessins Maxime Préaud
- Galta (coll. Le vent refuse, 2005), peintures Jacqueline Merville
- L'Embarcadère de bout du monde (Manière noire, 2006), gravures Michel Roncerel

### Roman historique
- Marie de Montpellier : une reine au temps de Philippe Auguste (Presses du Languedoc, 1991) ; nouvelle édition revue et corrigée aux mêmes éditions en 2012  (ISBN 978-2-35414-080-9)

### Recueils de nouvelles
- Un week-end chez l’autre (ouvrage collectif, La passe du vent 2003)
- Passants (ouvrage collectif, Aedelsa 2004)
- La Muette et la Prune d'ente (Urdla, Villeurbanne, 2008)
- Bleu de terre (La passe du vent, 2008)

### Entretien
- Le Pré des langues (éditions du Laquet, 2001)

### Traductions
- Poésie castillane contemporaine (Poésie 1 n° 52, 1978)
- Poésie espagnole, les nouvelles générations (ouvrage coll., PUL 1994)
- Facile (roman de Luis Antonio de Villena, Climats, 1999)

### Participation à des anthologies et panoramas
- Les Poèmes de l'année 69 (Seghers)
- La Poésie contemporaine depuis 45 (SGDP, 1973)
- Poésie à Lyon (Rougerie, 1979)
- Les Plus Beaux Poèmes pour les enfants (Cherche-midi 1982 ; 2003)
- Poésie pour vivre (Cherche-midi, 1982)
- Poésie 84 (Seghers)
- Almanach des poètes (Poésie 1-vagabondages, 1984-85)
- Poésie-Portraits (Verticales 12)
- La Lumière et l'Exil (Le temps parallèle 1985)
- Anthologie des poètes français (J. Imbert, Livre de poche 1985)
- Visages des mots (Manufacture, 1985)
- Magazine littéraire (novembre, 1987)
- Poésie du XXe siècle, tome 3 (Robert Sabatier, Albin Michel 1988)
- La Poésie contemporaine de langue française (France-loisirs 1992)
- Poèmes de femmes (Cherche-midi, 1993)
- L'Embarcadère (A. Pouillet, Comp'act, 1993)
- Correspondance par-delà la frontière (Zoe-Paroles d'Aube 1993)
- Les Plus Beaux Poèmes d'amour (Cherche-midi, 1997)
- Les Aventures du regard (Jean Orizet, Lettres du temps 1999)
- Anthologie de la poésie française contemporaine (J. Orizet, Le cherche midi 2004)
- Les Plus Beaux Poèmes pour la paix (Le cherche midi, 2005)
- Anthologie de la poésie française (Larousse 2007)
- Paysage visible, Paysage invisible (Champ Vallon, 2008)
- Poèmes de femmes, Régine Deforges (Le Cherche midi, 2009)
- La Joie des mots (Collège Daumier 2010)